# توني مليونير
توني مليونير (بالإنجليزية: Tony Millionaire)‏ (1956)؛ رسام توضيحي، رسام كارتون وروائي أمريكي.

## روابط خارجية
- توني مليونير على موقع IMDb (الإنجليزية)
- توني مليونير على موقع ميوزك برينز (الإنجليزية)
- توني مليونير على موقع إن إن دي بي (الإنجليزية)
- توني مليونير على موقع ديسكوغز (الإنجليزية)